# 御池岳
御池岳（おいけだけ）は、滋賀県東近江市の鈴鹿国定公園内にある標高1,247 mの山。山腹の北東面は三重県いなべ市との境界に位置する。鈴鹿山脈および東近江市の最高峰。

## 概要
山体は古生層の石灰岩からなり、藤原岳とともに鈴鹿山脈の北部石灰岩地帯に位置する。南北約3km、東西数百mの広い平らな空母のような山容の山頂部は「テーブルランド」と呼ばれている。山頂部には多くのドリーネの池とカレンフェルトが点在するカルスト地形が見られる。最大の池は、日本庭園近くの元池で、その南東には真ノ池がある。山頂部は丸山とも呼ばれ、山頂の西端には、ボタンブチ及び天狗の鼻と呼ばれる、崖の上の展望地がある。山頂からは御在所岳など鈴鹿山脈のほとんどの山が望める。遠く伊吹山、乗鞍岳、御嶽山、中央アルプスや恵那山、南アルプスなどを望むこともできる。麓の犬上郡多賀町などでは雨乞いの神事が行われている。「東近江市八景」および関西百名山の一つに選定されている。また、東近江市が市政10周年を記念して2015年（平成27年）9月に選定した鈴鹿10座の一座でもある。別称は御池、丸山。

## 環境
冬は西側が琵琶湖のため、日本海側の気候の影響が強く積雪があり、山頂では樹氷が見られることがある。その他の季節は伊勢湾に近いため、太平洋側の気候となる。登山口のある国道306号の鞍掛トンネル周辺は、冬期は積雪のため閉鎖される。
1968年（昭和43年）7月22日に、鈴鹿山脈の主な山域は鈴鹿国定公園指定された。山頂周辺ではササ枯れが進んでいて、オオイタヤメイゲツ（学名：Acer shirasawanum Koidz.）が点在している。1983年（昭和58年）に朝日新聞社と森林文化協会により、山頂部の北側に分布する「御池岳オオイタヤメイゲツ群落」が『21世紀に残したい日本の自然100選』の一つに選定されている。1980年（昭和55年）に田中澄江は御池岳を花の百名山のひとつに選定し、代表する花としてヤマエンゴサクなどを紹介した。他にもアケボノソウ、イワカガミ、エンレイソウ、カタクリ、キクザキイチゲ、サワギク、タチツボスミレ、トリカブト、ニリンソウ、バイケイソウ、フクジュソウ、リンドウなど多くの花が登山道周辺で見られる。石灰岩帯特有の植物が多い。周辺の山域にはイヌワシ、クマタカ、ニホンカモシカ、ニホンジカが生息し、「御池岳鳥獣保護区」に指定されている。鈴北岳との鞍部にある鞍部付近の平坦地は笹枯れが進みコケ類が絨毯のように生育し、その様相から「日本庭園」と呼ばれている。

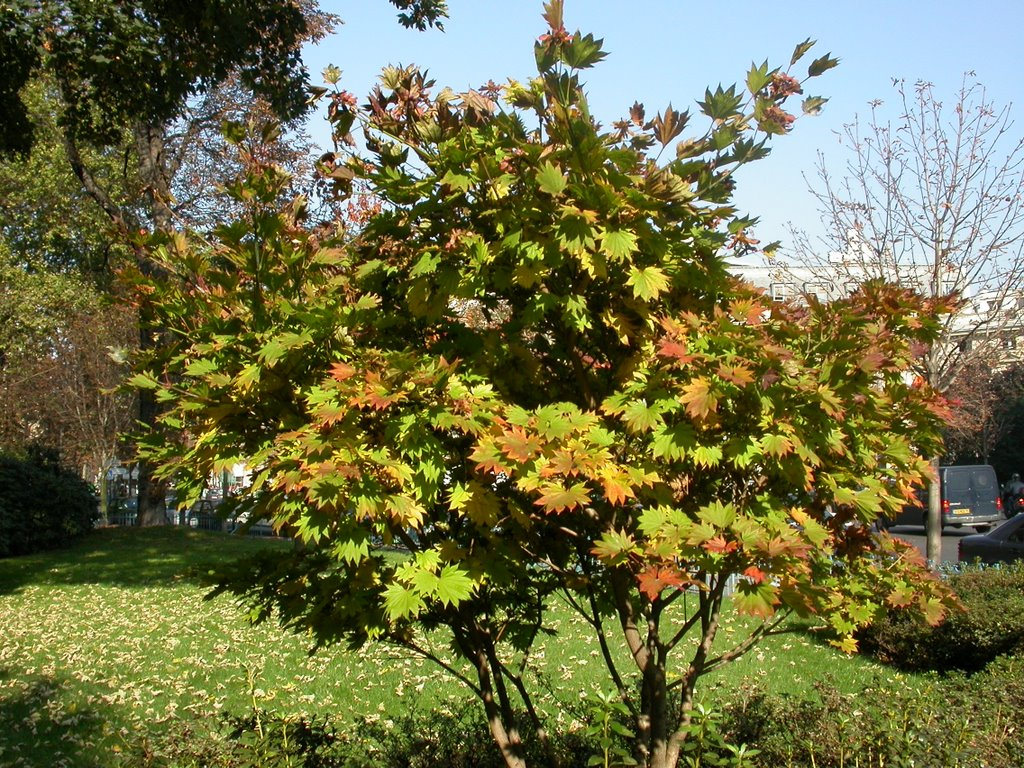
山上部に群落があるオオイタヤメイゲツ
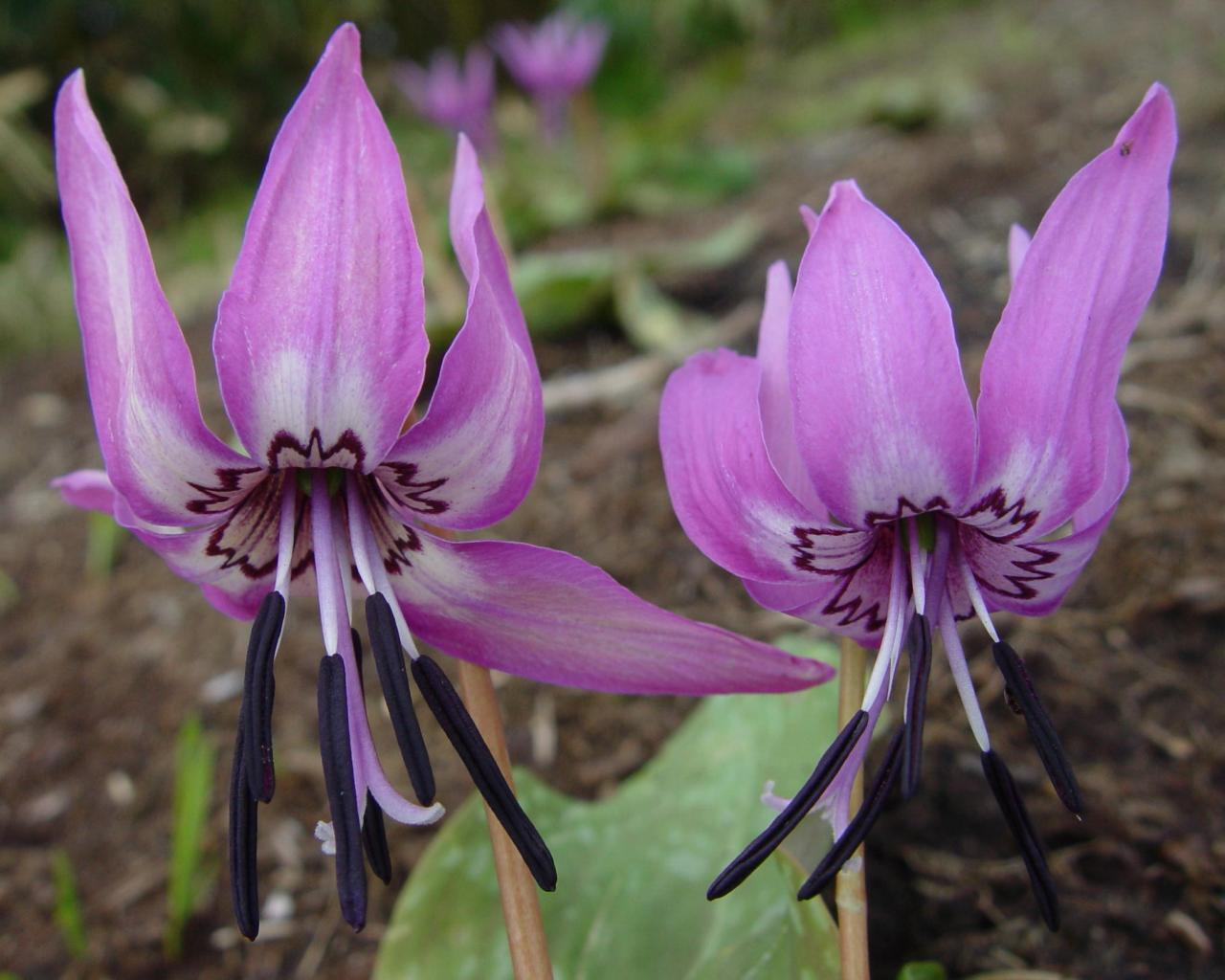
カタクリ峠などの登山道脇で見られるカタクリ
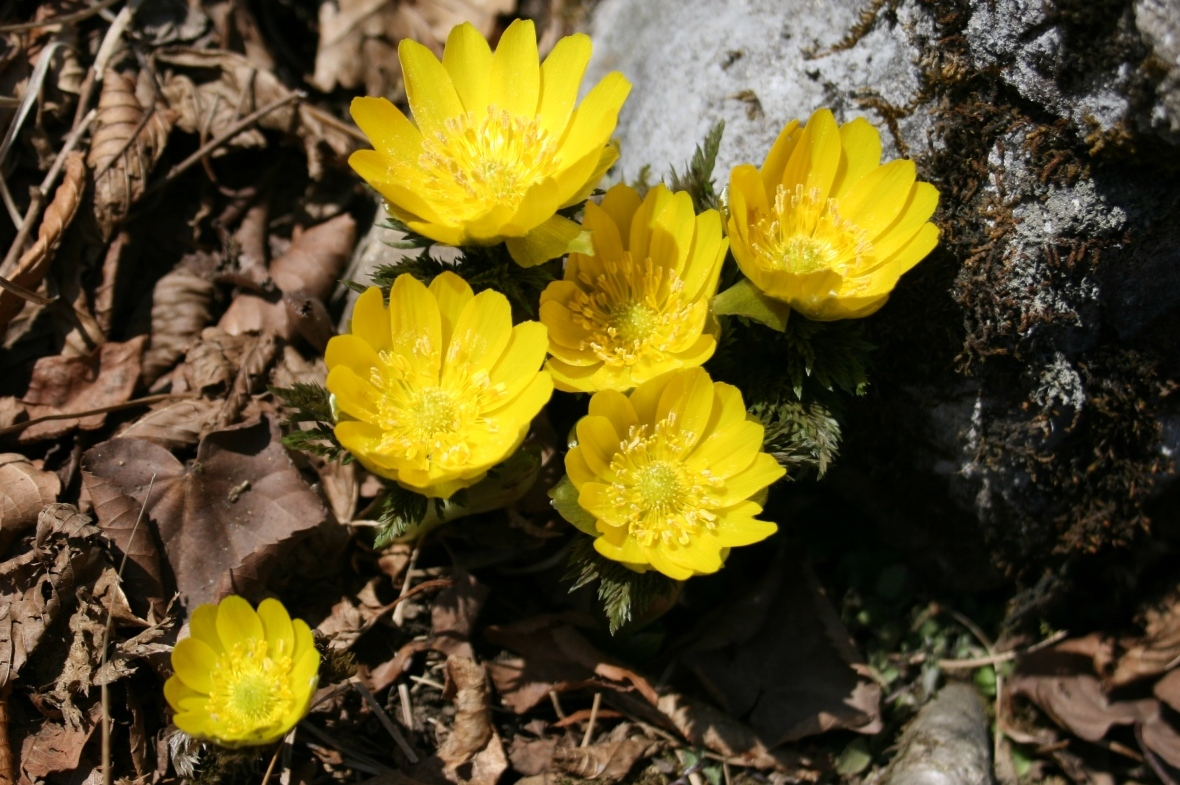
フクジュソウ
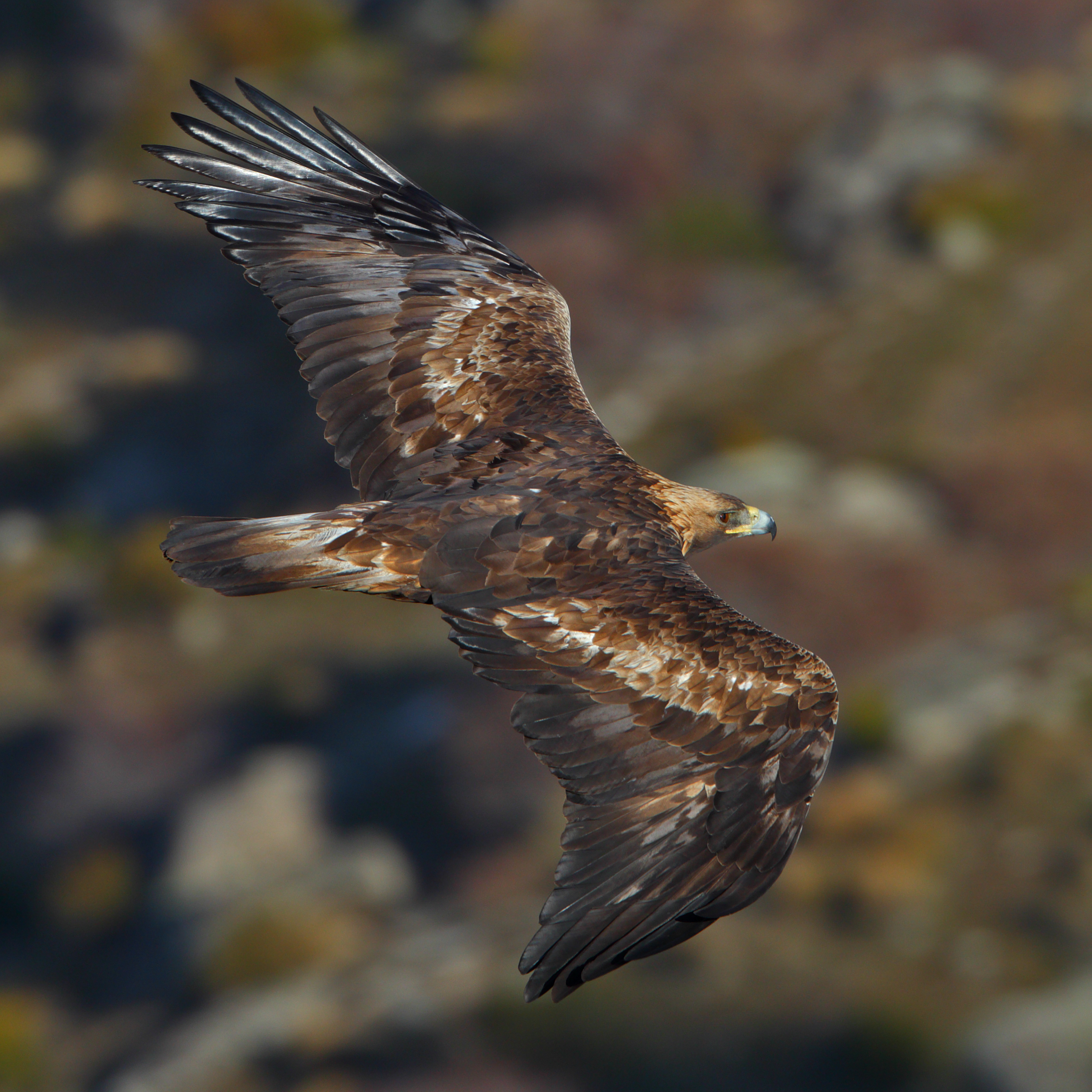
周辺の山域に生息するイヌワシ

## 登山

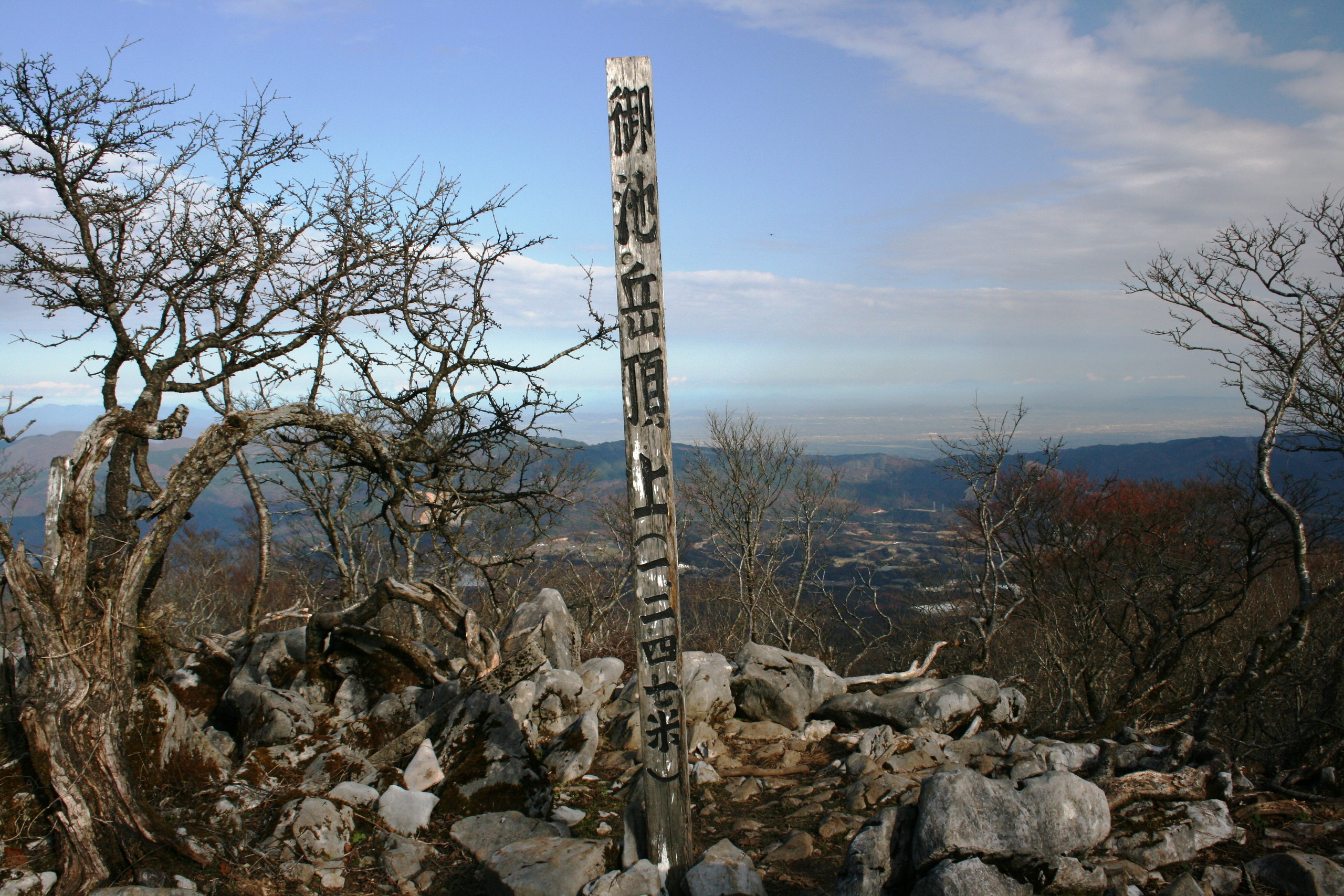
鈴鹿山脈最高点の御池岳山頂、東側に養老山地が望める。石灰岩が点在する。

各方面からの登山道が開設されていて、最短のルートは三重県側国道306号のコグルミ谷からのルートである。山頂からは東側に養老山地が少し見える程度で展望はあまりよくない。山頂の南側に崖の上の岩場は「ボタンブチ」と呼ばれ、そのすぐ北側の岩場は天狗鼻と呼ばれている。奥の平やボタンブチでは西方などの展望が開け、琵琶湖を望むことができる場合がある。コグルミ谷のルートでは春先多くの花が見られる。
- コグルミ谷登山口 - 長命水 - 天ヶ平（カタクリ峠[注釈 1]） - 真ノ谷 - 御池岳
- コグルミ谷登山口 - タテ谷（難路） - 鈴北岳 - 日本庭園 - 真ノ池 - 御池岳
- 国道306号鞍掛トンネル東登山口（三重県側） - 鞍掛峠 - 鈴北岳 - 日本庭園 - 真ノ池 - 御池岳
- 国道306号鞍掛トンネル西登山口（滋賀県側） - 鞍掛峠 - 鈴北岳 - 日本庭園 - 真ノ池 - 御池岳
- 藤原岳登山口 - 藤原山荘 - 天狗岩 - 頭蛇ヶ平 - 天ヶ平（カタクリ峠） - 真ノ谷 - 御池岳

## 地理
鈴鹿山脈の主稜線から南に派生する尾根にある。その尾根の北西には鈴ヶ岳（1,130 m）、南東には土倉岳（1,049 m）があり、ヒノキ - 旭山 - 岳への尾根が南西へ延びる。西側には御池川を挟んで滝谷山 - サンヤリ - 天狗堂 - 日本コバへと延びる鈴鹿山脈から派生する尾根が対峙している。東側には員弁川を挟んで養老山地が対峙している。伊吹山、金糞岳に次ぐ滋賀県で三番目に高い山。山頂の最高点は、三角点が設置されていない標高点である。山頂の約0.4 km南東の標高点1,241 mである小ピーク周辺は「奥ノ平」と呼ばれている。

### 周辺の山

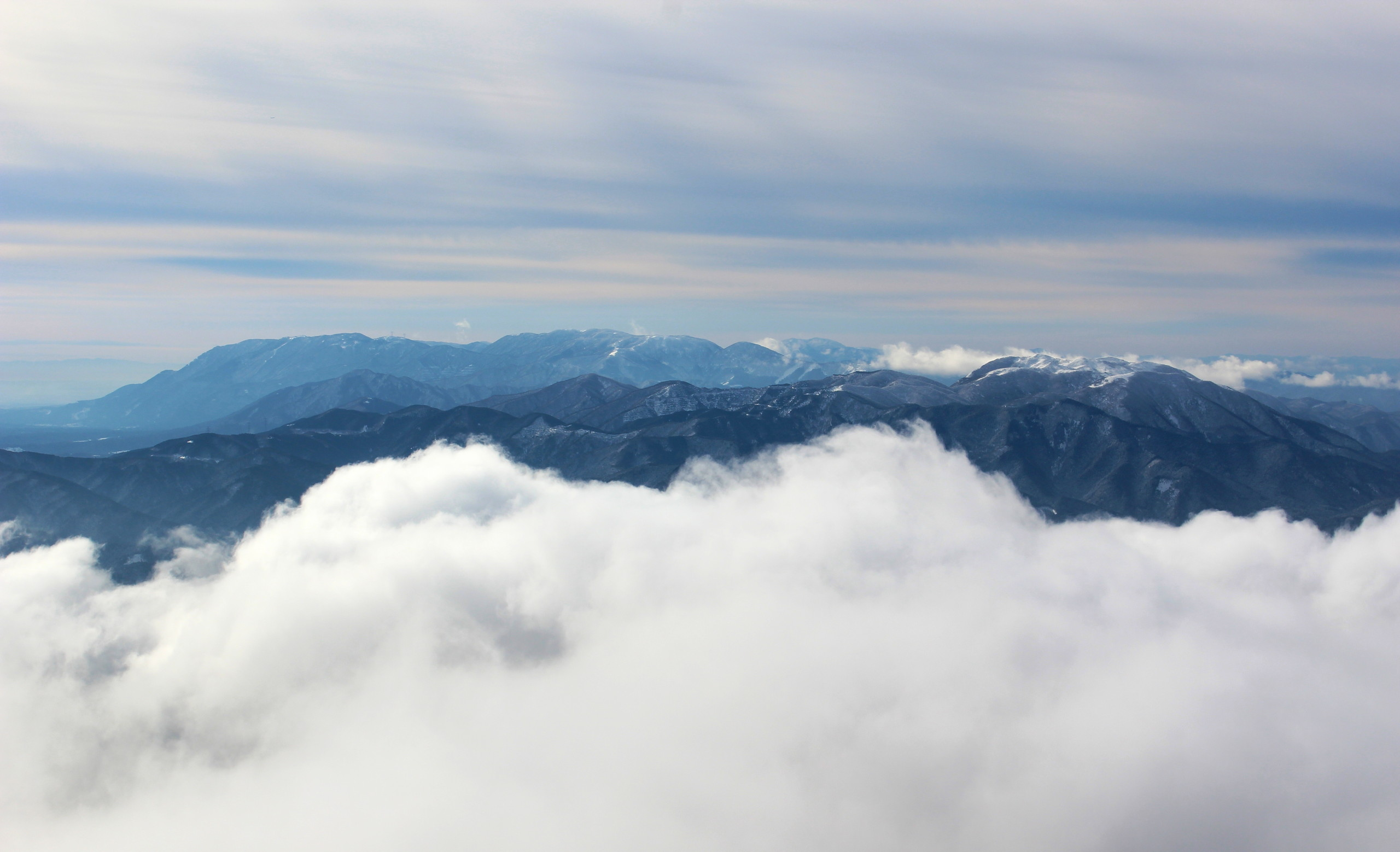
北側の伊吹山から望む鈴鹿山脈、左端が藤原岳その右側が御池岳、右手前が霊仙山

| 山容 | 山名   | 標高 (m) | 三角点等級 基準点名 | 御池岳からの 方角と距離(km) | 備考                            |
| ---- | ------ | -------- | ------------------- | --------------------------- | ------------------------------- |
|      | 三国岳 | 894      |                     | 北 4.3                      | 岐阜・三重・滋賀県境 最高点911m |
|      | 鈴ヶ岳 | 1,130    |                     | 北西 1.9                    |                                 |
|      | 御池岳 | 1,247    |                     | 0                           | 鈴鹿山脈の最高峰                |
|      | 藤原岳 | 1,144    | （標高未確定）      | 南東 4.3                    | 日本三百名山                    |
|      | 竜ヶ岳 | 1,099.26 | 二等 「竜ケ岳」     | 南東 7.1                    |                                 |

### 周辺の峠
周辺には以下の峠がある。

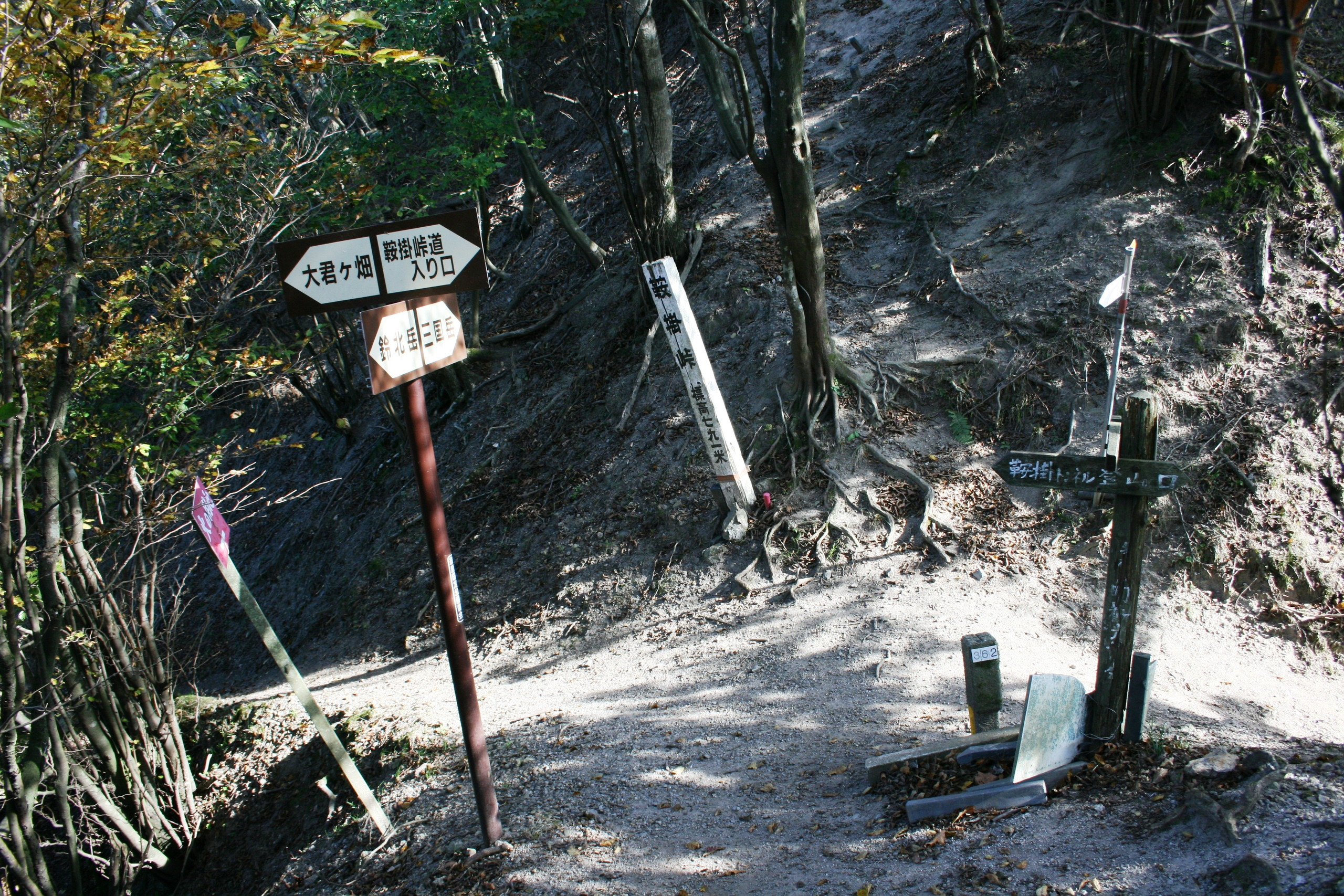
焼尾山と鈴北岳との鞍部の鞍掛峠、下に国道306号の鞍掛トンネルが通る。

- 鞍掛峠 - 焼尾山と鈴北岳との鞍部。小さな祠がある。国道306号の鞍掛トンネルが下部を横断する。
- ヒルコバ - 鈴ヶ岳と鈴北岳との鞍部。ヤマビルの生息地。
- ミノガ峠 - 滝谷山と茶野との鞍部。
- 白瀬峠（白船峠） - 冷川岳と蛇頭ヶ平との鞍部。
- 河倉峠 - 土倉岳南東の鞍部。
- ノタノ坂 - 土倉岳とヒキノとの鞍部。

### 源流の河川
源流となる以下の河川は愛知川の支流であり、琵琶湖へ流れる。南南西13.5kmに永源寺ダムがある。
- 御池川
- 茶屋川（真ノ谷）、愛知川の本流、山頂の南東2.7 kmに三筋滝がある。

### 山頂部の池
山頂部のドリーネに水が溜まってできた多数の小さな池がある。麓の郷土資料では「山上平坦ニシテ三十余池アリ」と記録されている。元池と真の池は一般登山道沿いにある。
- 元池 - 日本庭園の西側の鈴北岳との鞍部付近、直径約20 m、水深約50 cm[19]。別名「雨乞池」と呼ばれ雨乞い神事が行われていた[19]。
- おはな池
- ひょうたん池
- 丸池
- 風池
- 幸助池
- 真の池
- 北池
- 道池
- 幻池　など

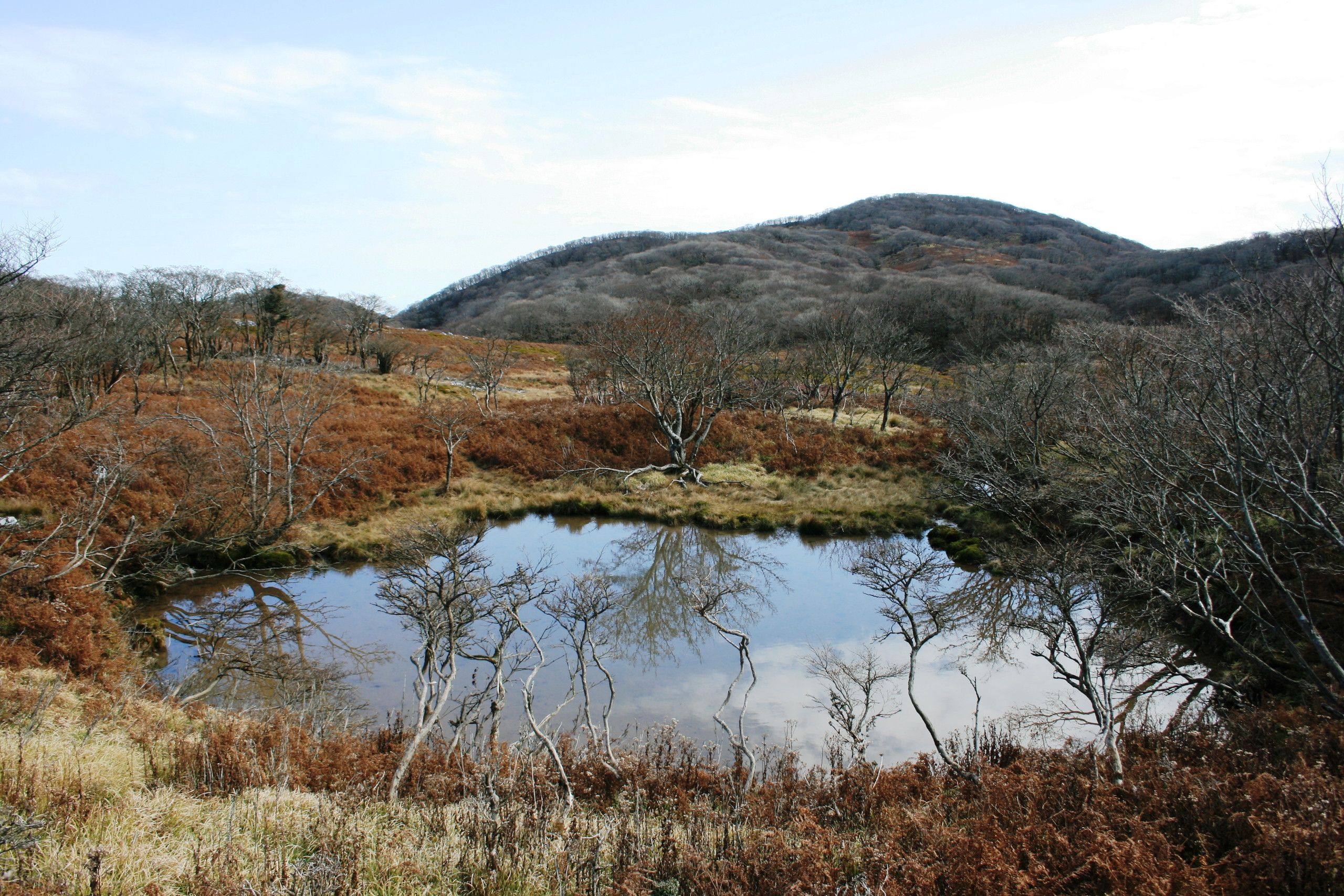
元池、その奥が御池岳
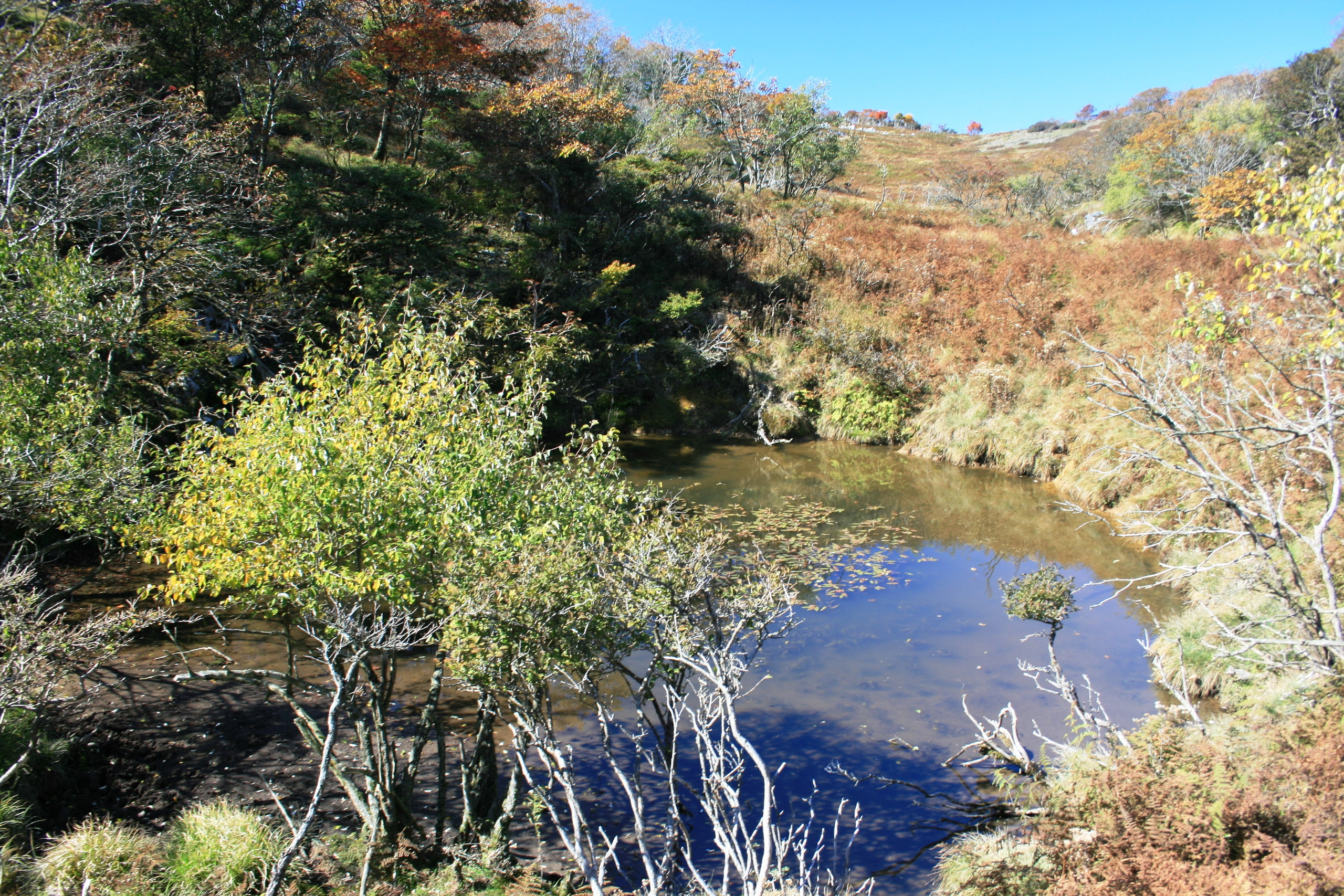
真ノ谷源流部にある登山道脇の真ノ池
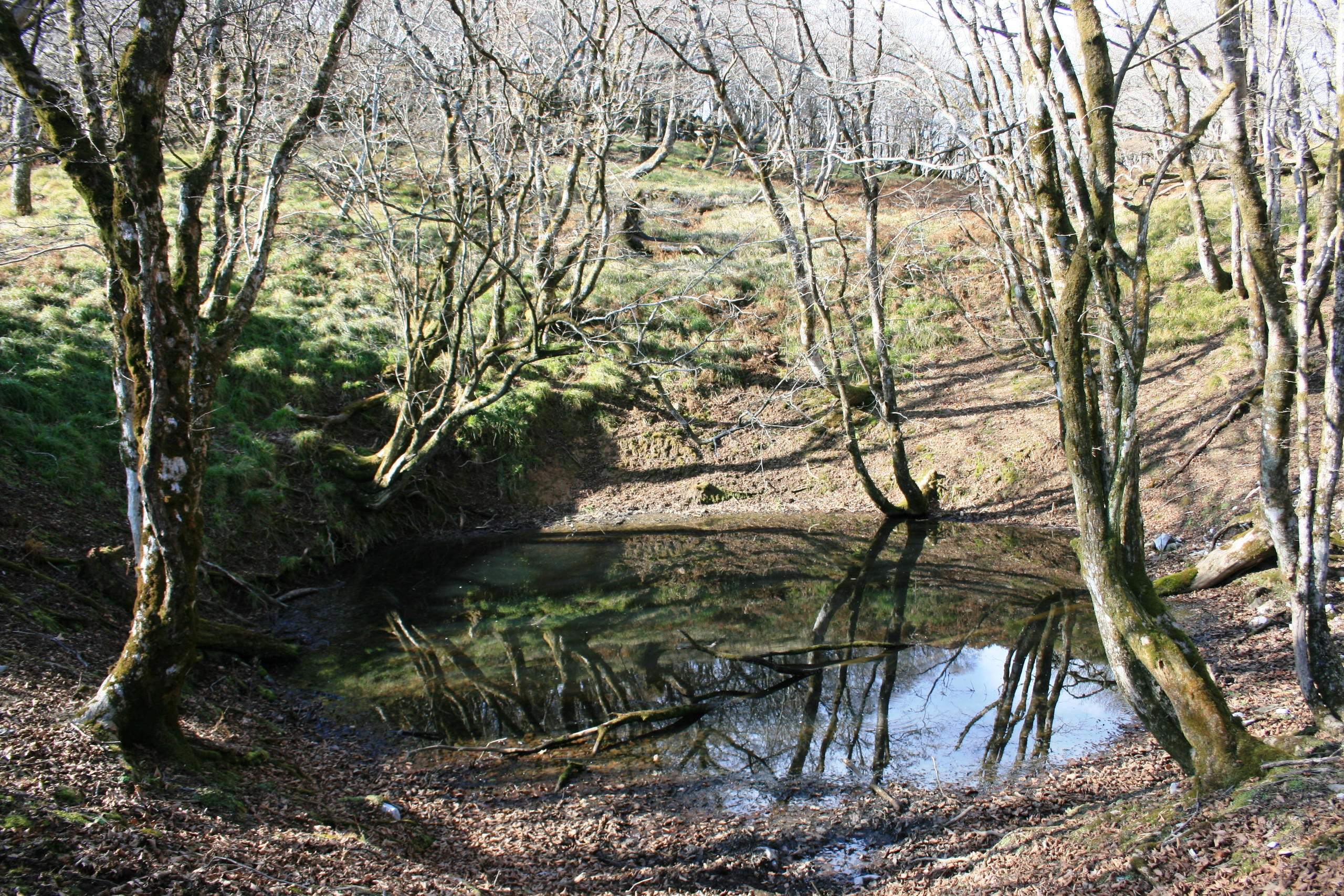
山上部にはドリーネに水が溜まった小さな池が点在する

### 交通・アクセス
山域の北側を国道306号が横断している。滋賀県道34号多賀永源寺線が御池川沿いに通り、東近江市君ヶ畑町から山頂の西側の上流部まで御池林道が通る。
- 三岐鉄道三岐線西藤原駅の西5.9 kmに位置する。
- 近江鉄道多賀線多賀大社前駅の東南東13.0 kmに位置する。
- 名神高速道路彦根インターチェンジの南東15.4 kmに位置する。
- 東名阪自動車道桑名インターチェンジの西北西24.6 kmに位置する。

## 御池岳周辺の風景

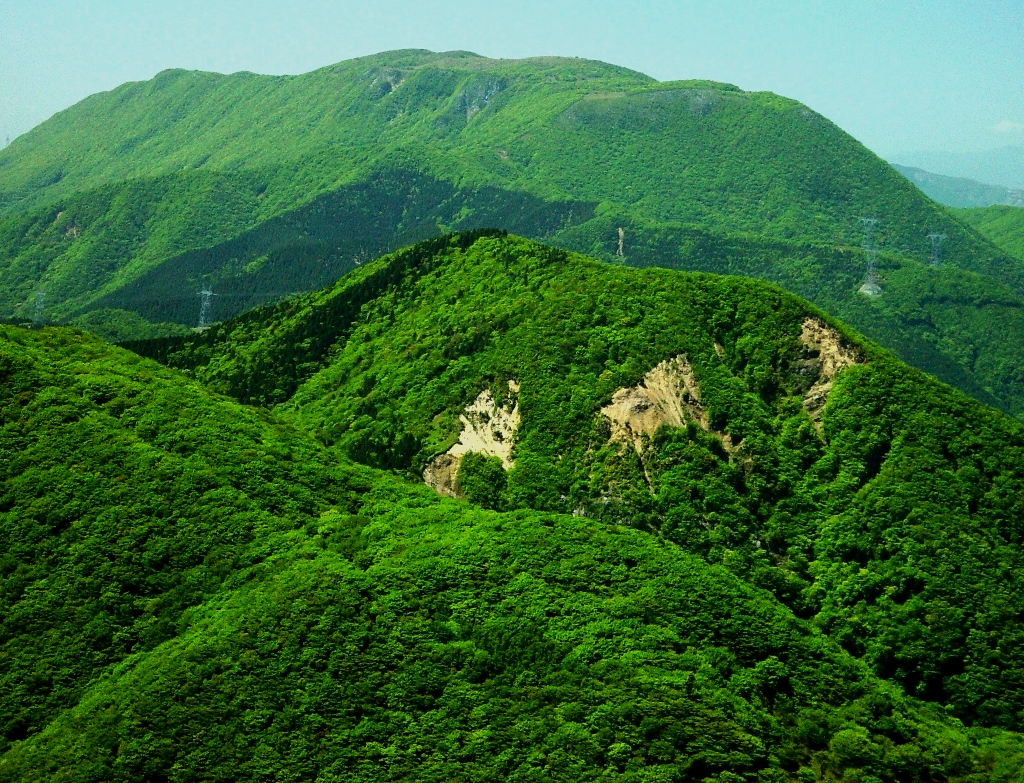
南側の竜ヶ岳から望む御池岳
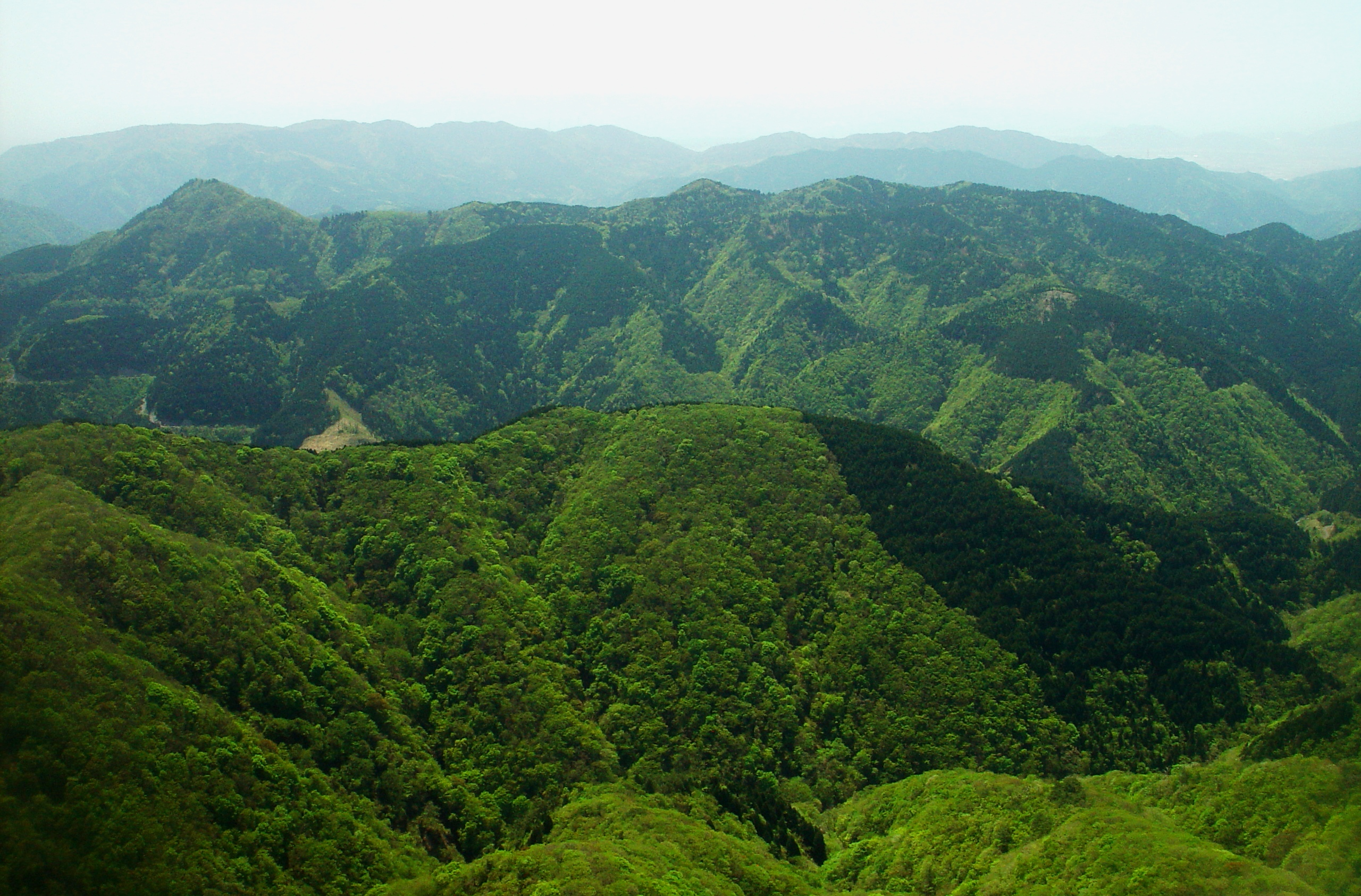
山上部西端のボタンブチから望む西側展望、天狗堂（左）とサンヤリ（中央）
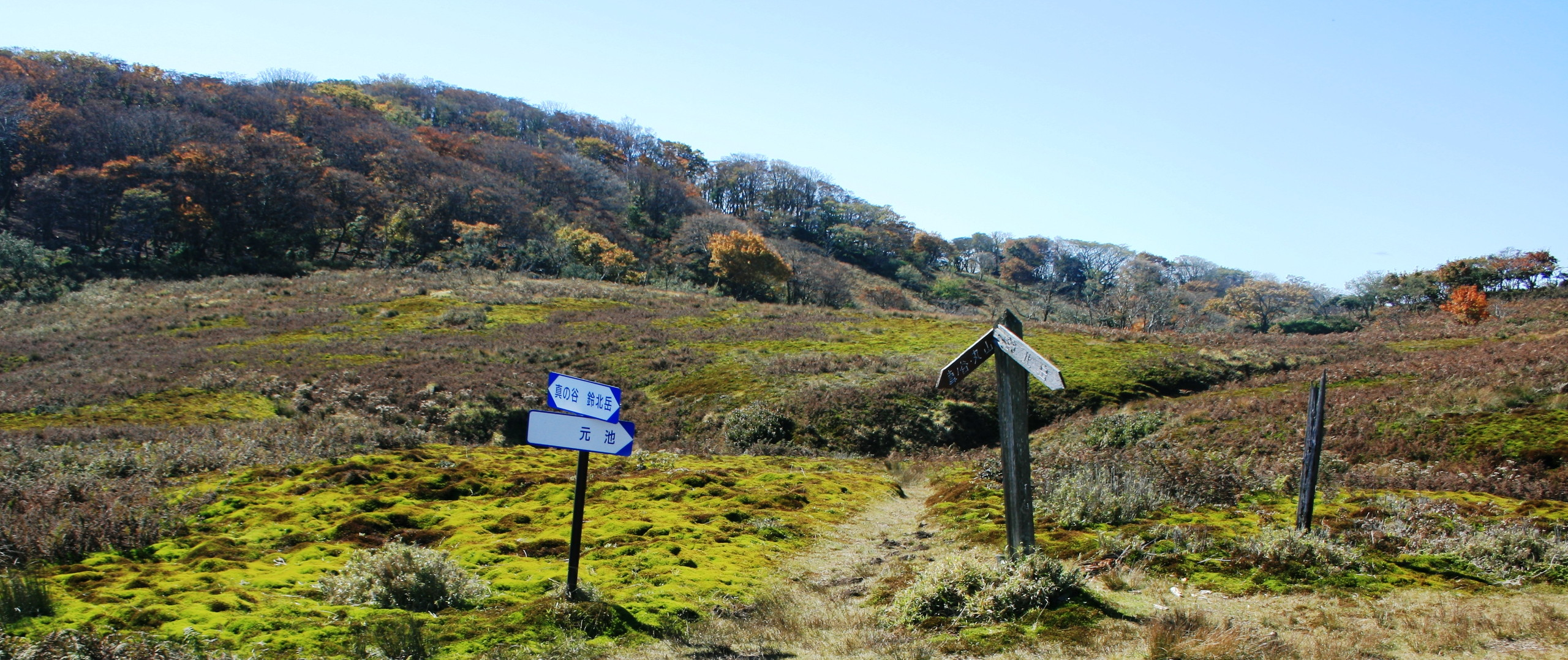
ササ枯れが進みコケ類が生育する北側の平坦地の日本庭園
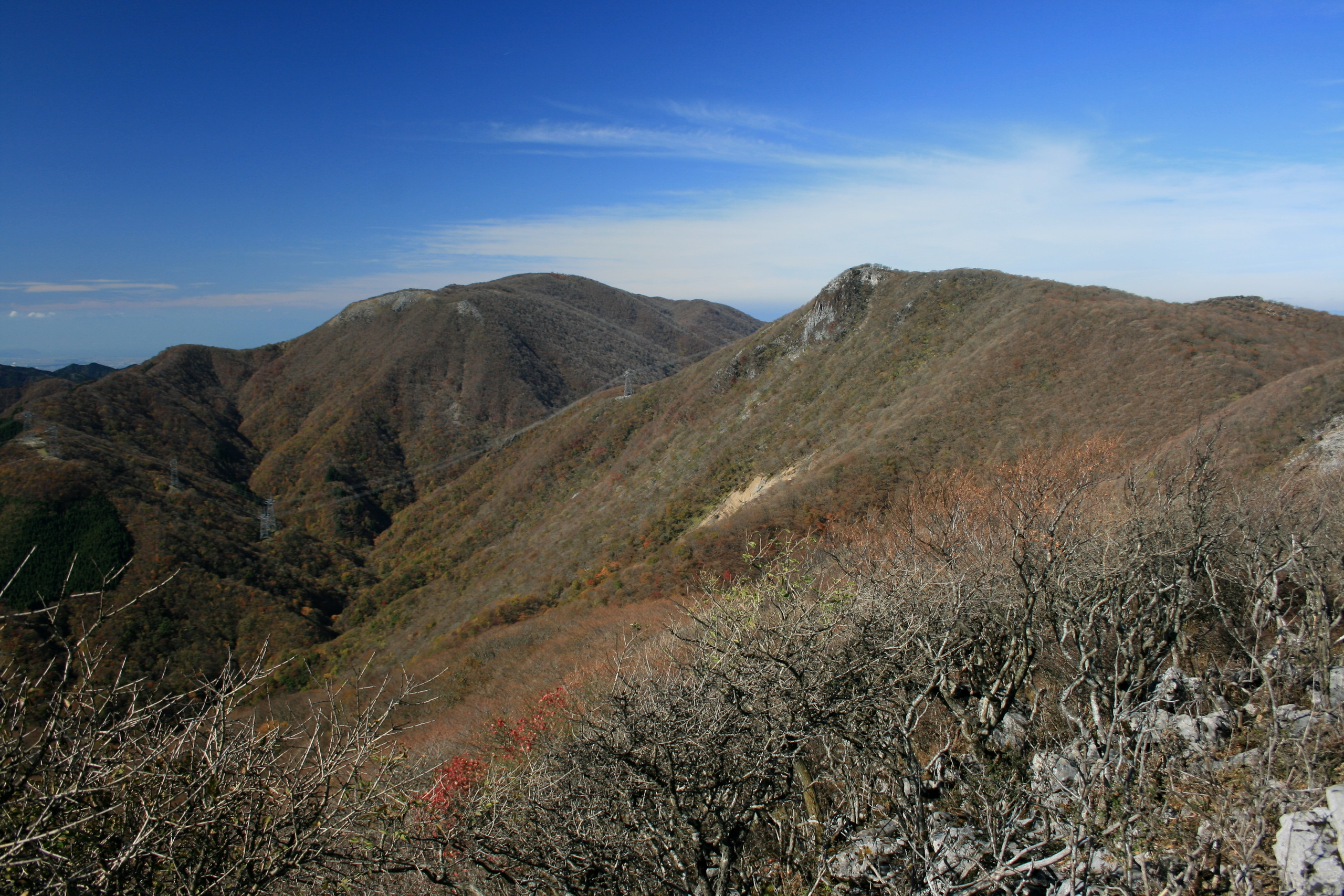
藤原岳から望む御池岳（左）と天狗岩（右）